# Clydesdale
De clydesdale is een groot en zwaar trekpaard met oorsprong in Schotland.

## Geschiedenis
Het paardenras clydesdale is in het midden van de 18e eeuw ontstaan in de omgeving van de rivier Clyde in Schotland en werd gefokt uit een taai, gehard landras met inbreng van bloed van de shires, het Belgisch trekpaard en grote Vlaamse hengsten. Het paard werd gebruikt als een krachtig trekpaard in de landbouw en als vleesleverancier. Het werd in groten getale geëxporteerd, onder andere naar de Verenigde Staten, Nieuw-Zeeland en Australië waar zij de naam kregen als 'het ras waarmee Australië gebouwd werd'.

## Stamboek
In 1877 werd in Glasgow de Clydesdale Horse Society opgericht en hiermee was de clydesdale het eerste trekpaard met een eigen stamboek. Het stamboek in de VS dateert uit 1979.

## Raskenmerken
De clydesdale heeft een rustig temperament en beweegt zich met veel plezier. Het hoofd van het paard heeft een rechte neus (in tegenstelling tot de shire, die een ramsneus heeft), intelligente ogen en een breed voorhoofd. Het lichaam heeft een fraai gebogen hals, schuine schouders, goed geronde ribben, gespierde achterhand en sterke benen. Het behang aan de benen is weelderig.
De stokmaat van het ras ligt tussen 1,63 m en 1,93 m.
Als kleur ziet men meest bruin, roan, soms zwart en bont. Op grond van de sabino-vererving ziet men vaak ruime witte aftekeningen aan hoofd en benen.

## Gebruik
Het paard werd in de negentiende en begin twintigste eeuw veel geëxporteerd naar Amerika, waar het goede bekendheid geniet. De brouwerij Anheuser-Busch gebruikt het paard bijvoorbeeld als trekpaard voor bierwagens in reclamespots en gebruikt het paard als een soort handelsmerk of mascotte. Tegenwoordig worden deze paarden gebruikt voor de koets, als sleeppaard in de bosbouw of in trekshows en -wedstrijden. Af en toe worden ze ook onder het zadel gebruikt, bijvoorbeeld als drumhorse door het bereden regiment van de Britse Household Cavalry.

## Afbeeldingen

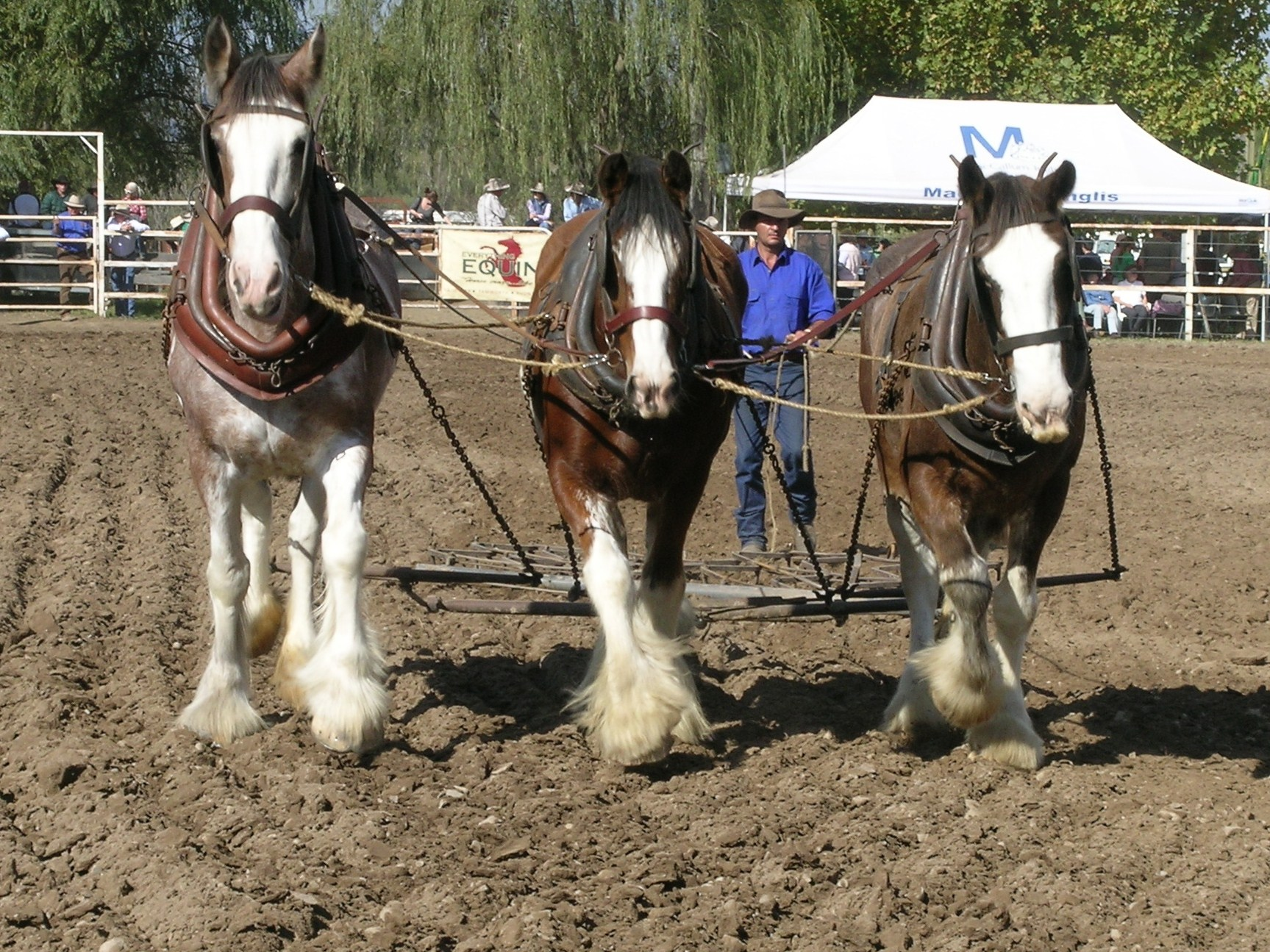
Driespan voor de eg
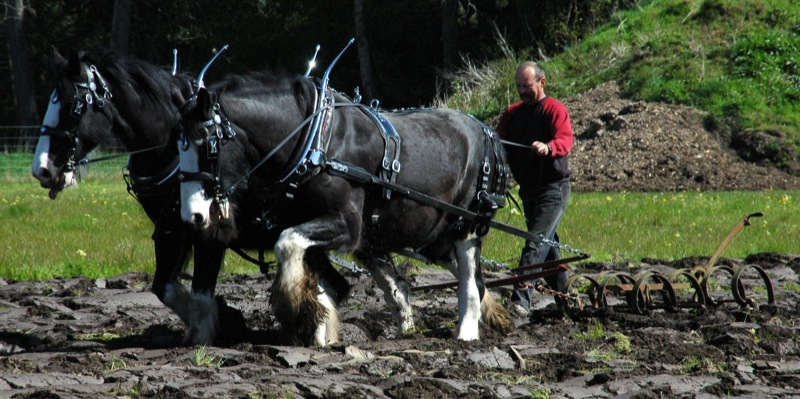
Tweespan voor de ploeg
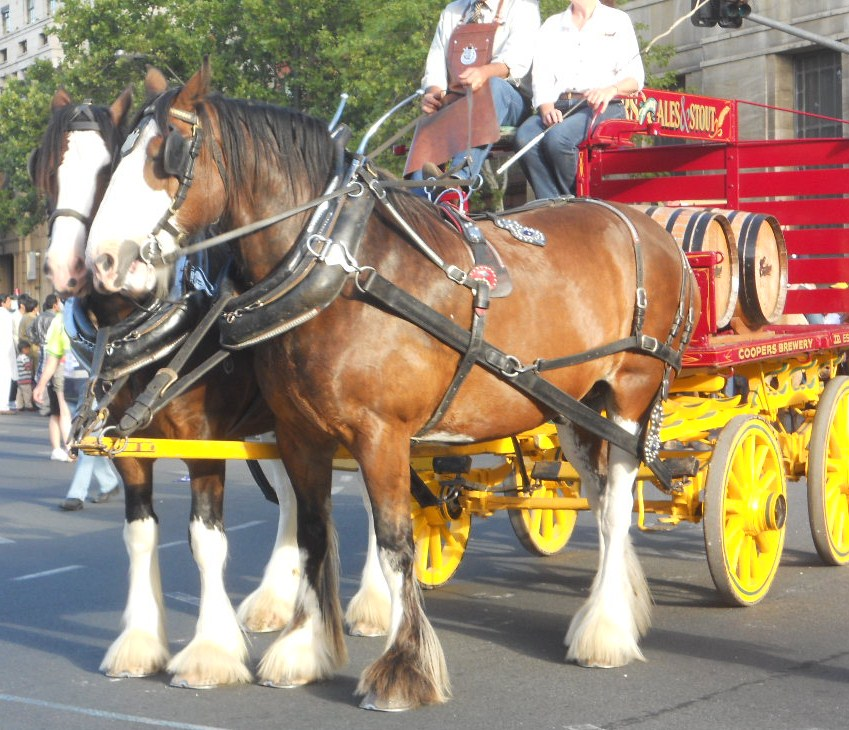
Tweespan voor een bierwagen
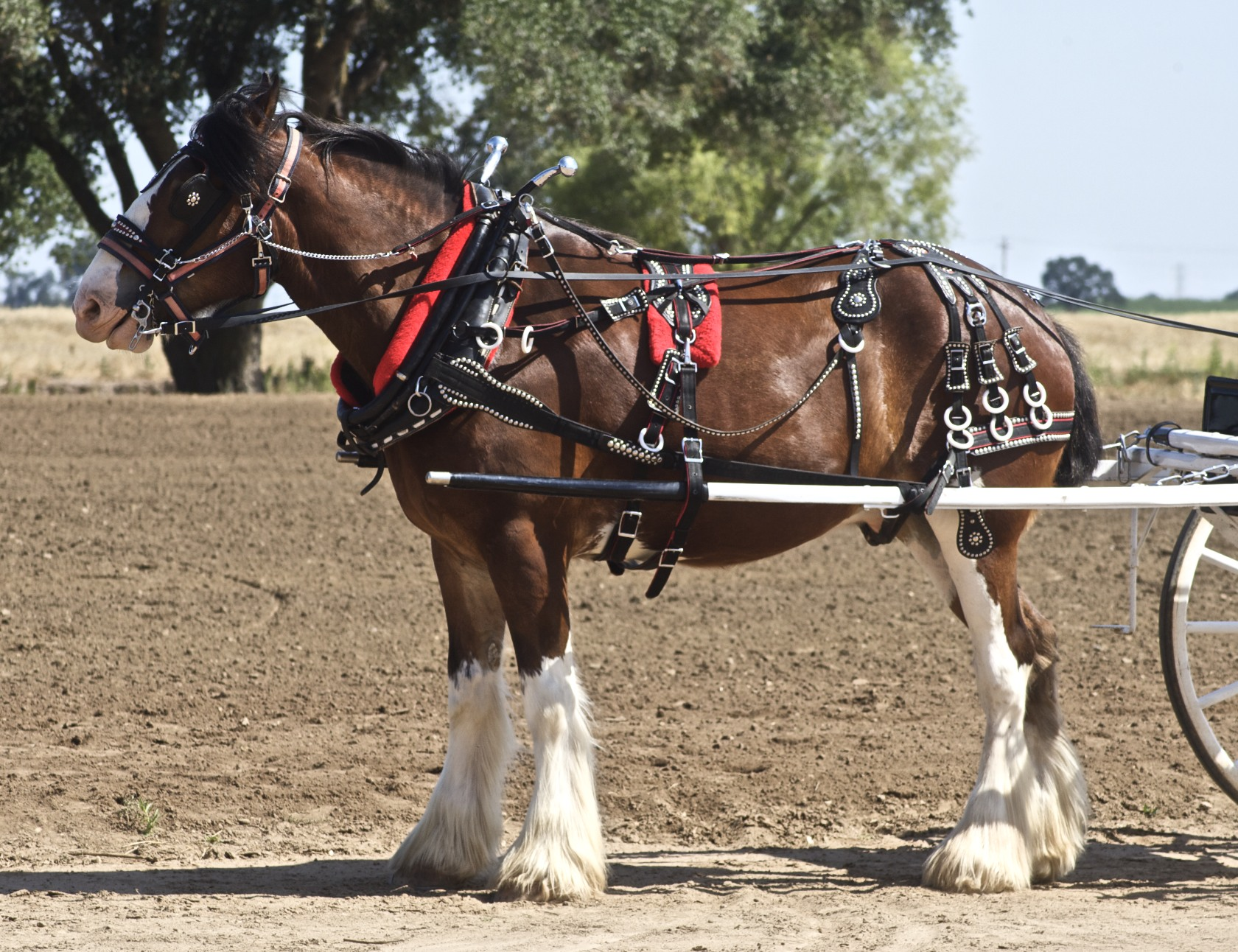
Enkelspan in het tuig
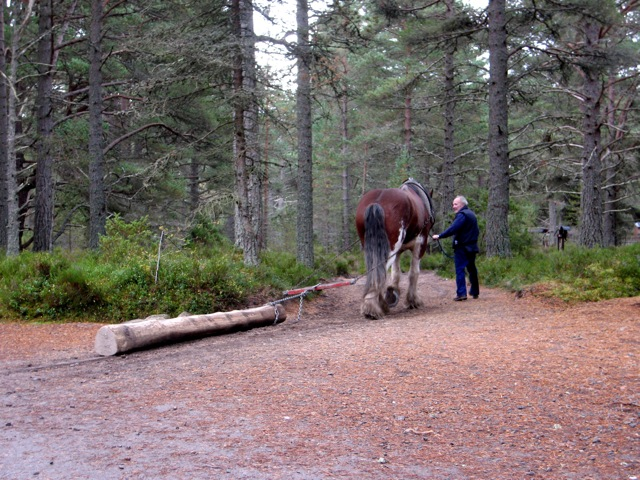
Sleeppaard in de bosbouw
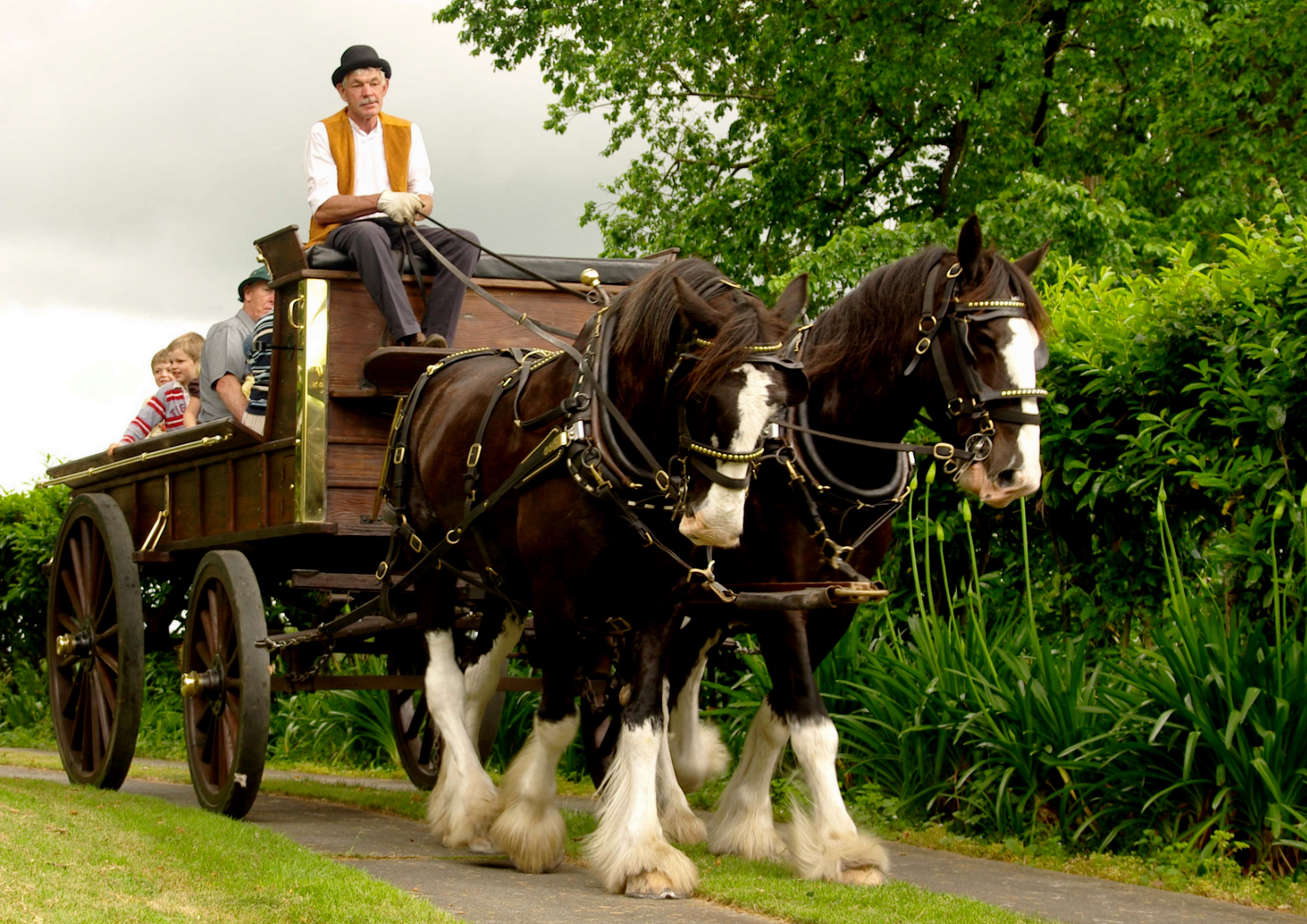
Tweespan in Nieuw-Zeeland